# 高倉石麻呂
高倉 石麻呂（たかくら の いわまろ）は、奈良時代の貴族。氏姓は高麗朝臣のち高倉朝臣。弾正尹・高倉福信の子。官位は従五位下・美作介。

## 経歴
光仁朝の宝亀4年（773年）父・福信が造宮卿として造作を行っていた楊梅宮を完成させたことから、その褒賞として子息である石麻呂が従五位下に叙爵される。宝亀5年（774年）中務員外少輔に任ぜられ、宝亀9年（778年）武蔵介に任ぜられ、一族の本拠地である武蔵国へ赴任した。宝亀10年（779年）には一族と共に高麗朝臣姓から高倉朝臣姓に改姓している。
桓武朝に入り、延暦4年（785年）2月に福信が致仕すると、翌3月に石麻呂は治部少輔として京官に復し、延暦6年（787年）中務少輔に遷る。延暦8年（789年）美作介として再び地方官に転じた。

## 官歴
『続日本紀』による。
- 宝亀4年（773年） 2月27日：従五位下
- 宝亀5年（774年） 9月4日：中務員外少輔
- 宝亀9年（778年） 2月4日：武蔵介
- 宝亀10年（779年） 3月17日：高麗朝臣姓から高倉朝臣姓に改姓
- 延暦4年（785年） 3月11日：治部少輔
- 延暦6年（787年） 2月5日：中務少輔
- 延暦8年（789年） 2月4日：美作介